# Vân Ngoại Vân Tụ
Vân Ngoại Vân Tụ (zh. 雲外雲岫, ja. Ungai Unshū, 1242-1324) là Thiền sư Trung Quốc đời Nguyên, thuộc phái Hoằng Trí, tông Tào Động. Sư còn có các tên gọi khác như Trí Môn Vân Tụ, Thiên Đồng Vân Tụ.

## Cơ duyên và hành trạng
Sư họ Lý, hiệu là Phương Nham, quê ở Xương Quốc, Triết Giang. Lớn lên, sư xuất gia rồi đi tham vấn khắp nơi. Cuối cùng, sư đến tu tập dưới Thiền hội của Thiền sư Trực Ông Đức Cử rồi đại ngộ và kế thừa pháp mạch của vị này.
Trên bước đường hoằng pháp lợi sinh, đầu tiên sư đến hoằng pháp tại Thạch Môn, Từ Khê. Sau đó sư dời đến Trí Môn ở Tượng Sơn và Thiên Ninh Tự ở huyện Ngân. Ngoài ra, sư cũng từng trụ trì tại Thiên Đồng Cảnh Đức Thiền Tự và Tứ Minh và tận tâm giáo hoá, đề xướng tông phong của mình.
Sư tuy người nhỏ con nhưng rất lanh lẹ, hoạt bát, thuyết pháp hay và thường dùng nhiều trích dẫn gần gũi, khéo léo để khai thị cho người học, thông qua đó tạo cho họ cảm giác thân thiện, giúp họ dễ tiếp thu lời dạy. Hoặc khi thấy người học đến tham vấn, sư rất quý mến, bày tỏ mong mỏi họ có thể gánh vác được tông môn (Thiền tông). Từng có nhiều vị tăng từ Nhật Bản, Triều Tiên vì hâm mộ danh tiếng sư nên không ngại đường xa đến nghe pháp. Đệ tử sư có nhiều nhân vật nổi bật như Vô Ấn Đại Chứng (zh. 無印大証), Đông Lăng Vĩnh Dư (zh. 東陵永璵),... Đông Lăng là người đã từng sang Nhật Bản để truyền pháp và từng đến giáo hóa tại hai chùa là Nam Thiền tự (ja. Nanzenji) và Thiên Long tự. Tuy nhiên vì các đệ tử này ít người xuất sắc được như sư nên tông phong không truyền được lâu dài.
Về đức hạnh, sư là người khiêm tốn, không ỷ mình nổi danh mà cao ngạo, không cất chứa vật riêng, không ngồi ăn riêng, đến giờ thọ trai sư cầm bát vào trai đường thọ trai cùng với đại chúng. Mỗi khi có người đem đồ đến cúng dường, sư đều đem phân phát hết cho đại chúng.
Sư có soạn cuốn Bảo Kính Tam Muội Huyền Nghĩa (zh. 寳鏡三昧玄義) để nêu lên ý chỉ sâu xa huyền diệu của bài Bảo Kính Tam Muội Ca của Tông Tào Động. Tông Tào Động nhờ sức hoằng hoá của sư mà được hưng thịnh trở lại.
Vào ngày 22 tháng 8 năm đầu niên hiệu Thái Định, sư an nhiên thị tịch, hưởng thọ 83 tuổi đời và 65 hạ lạp. Lúc mất, sư không để lại tài sản gì, việc tang lễ do tín đồ đóng góp tổ chức. Môn đệ là Sĩ Thảm biên soạn pháp ngữ và hành trạng của sư thành quyển Trí Môn Vân Ngoại Hòa Thượng Ngữ Lục (zh. 智門雲外和尚語錄) và Vân Ngoại Vân Tụ Thiền Sư Ngữ Lục (zh. 雲外雲岫禪師語錄). Hai bộ này được san hành tại Nhật vào năm thứ 3 (1746) niên hiệu Diên Hưởng. Vị tăng hiệu Văn Tú soạn Thiên Đồng Vân Ngoại Thiền Sư Truyện (zh. 天童雲外禪師傳).